# Varianta
Die Segelbootsklasse Varianta ist vor allem in West- und Norddeutschland verbreitet.

## Geschichte
Es handelt sich um einen Kielschwerter, der von EG van de Stadt konstruiert und von der Bootswerft Dehler in den Jahren 1967 bis 1982 fast 4.000 mal gebaut wurde. Damit wurde die Varianta damals Deutschlands meistgekauftes Kajütboot.
Am 6. Mai 1971 wurde die Varianta vom Deutschen Segler-Verband als Ein-Typ-Klasse anerkannt.
Das Schiff existiert in drei Bauformen:
- Varianta (auch bekannt als K3): kleine, abnehmbare Kajüte (Hardtop), nicht selbstlenzend; Baujahre: 1966–1968, Baunummer 1 bis 275
- Varianta K4: Feste Kajüte mit Schiebeluk und vier Kojen, selbstlenzend, leicht erhöhtes Cockpit-Süll; Baujahre: 1969–1972, Baunummer 276 bis 1075
- Varianta 65: 10 cm länger, größere Kajüte, selbstlenzend, stark erhöhtes Cockpit-Süll; Baujahre: 1972–1982, Baunummer ab 1076

Vor allem im Westen und Norden der Bundesrepublik wird das Schiff nach wie vor von vielen aktiven Regattaseglern (K3/K4) und Tourenseglern (65) sportlich genutzt.

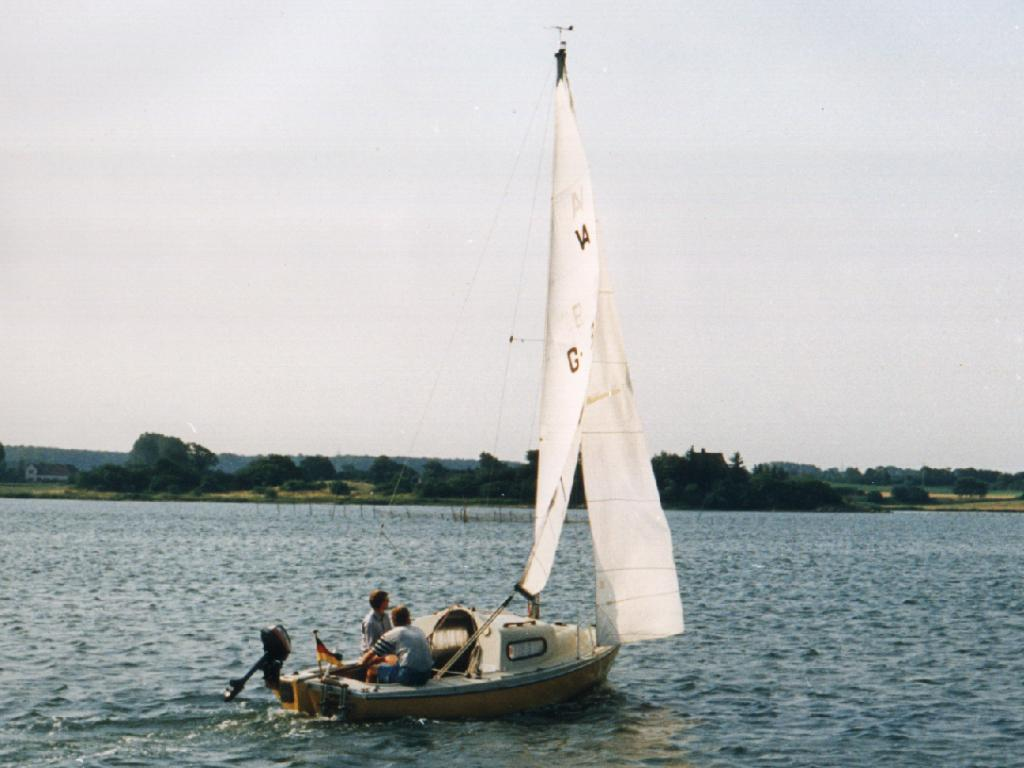
Varianta K3
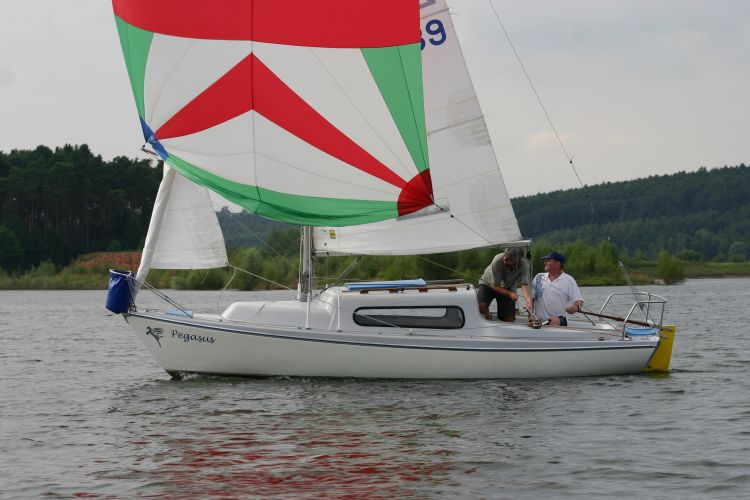
Varianta K4
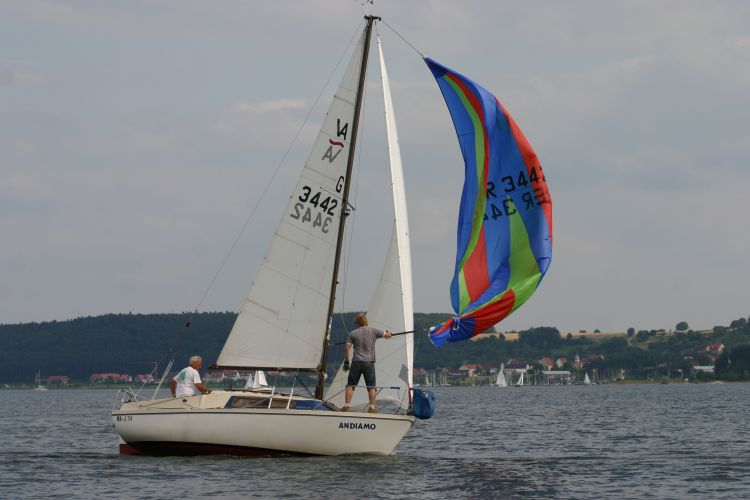
Varianta 65
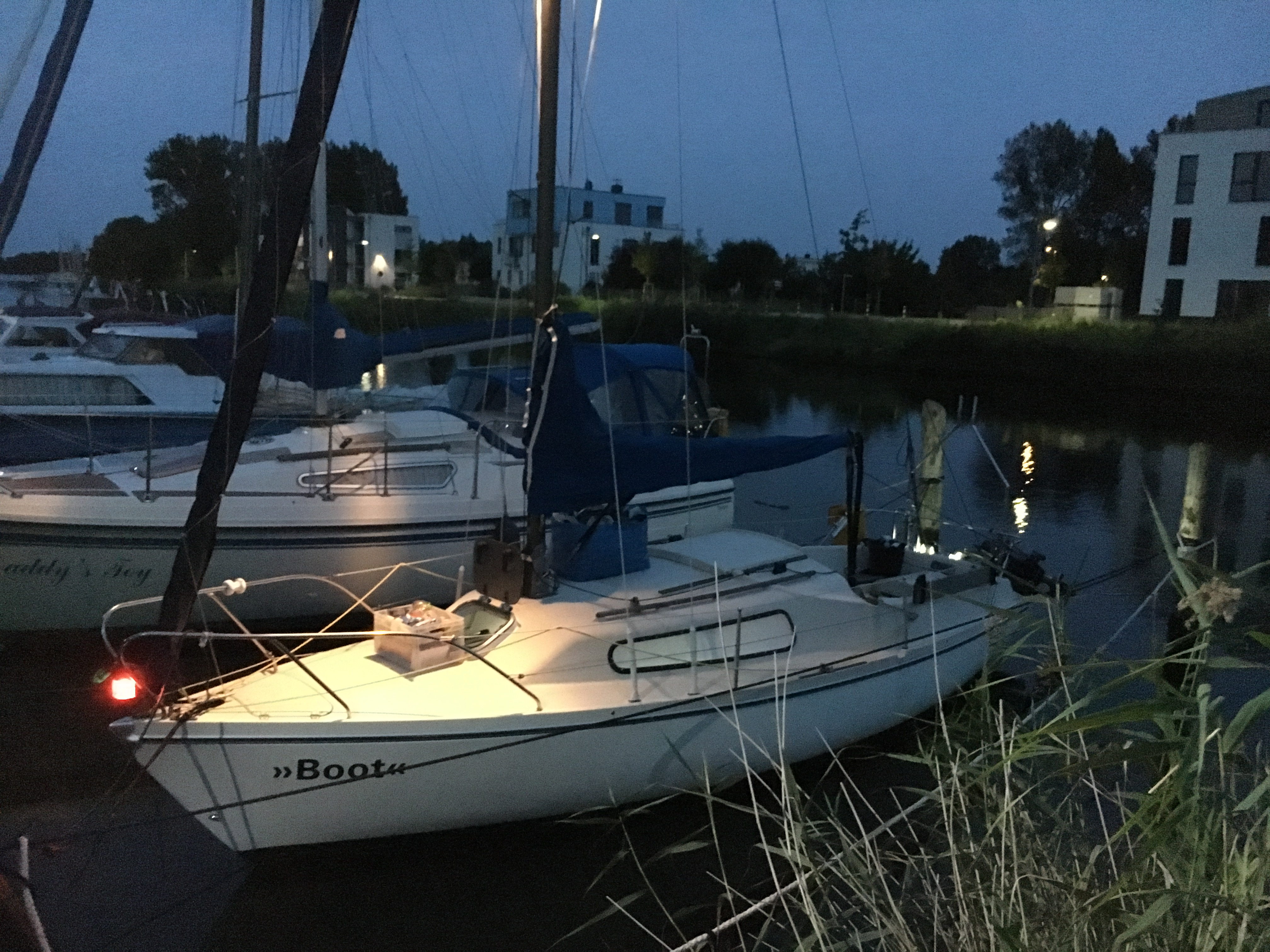
Varianta 65 auf dem Ryck in Greifswald, 2017
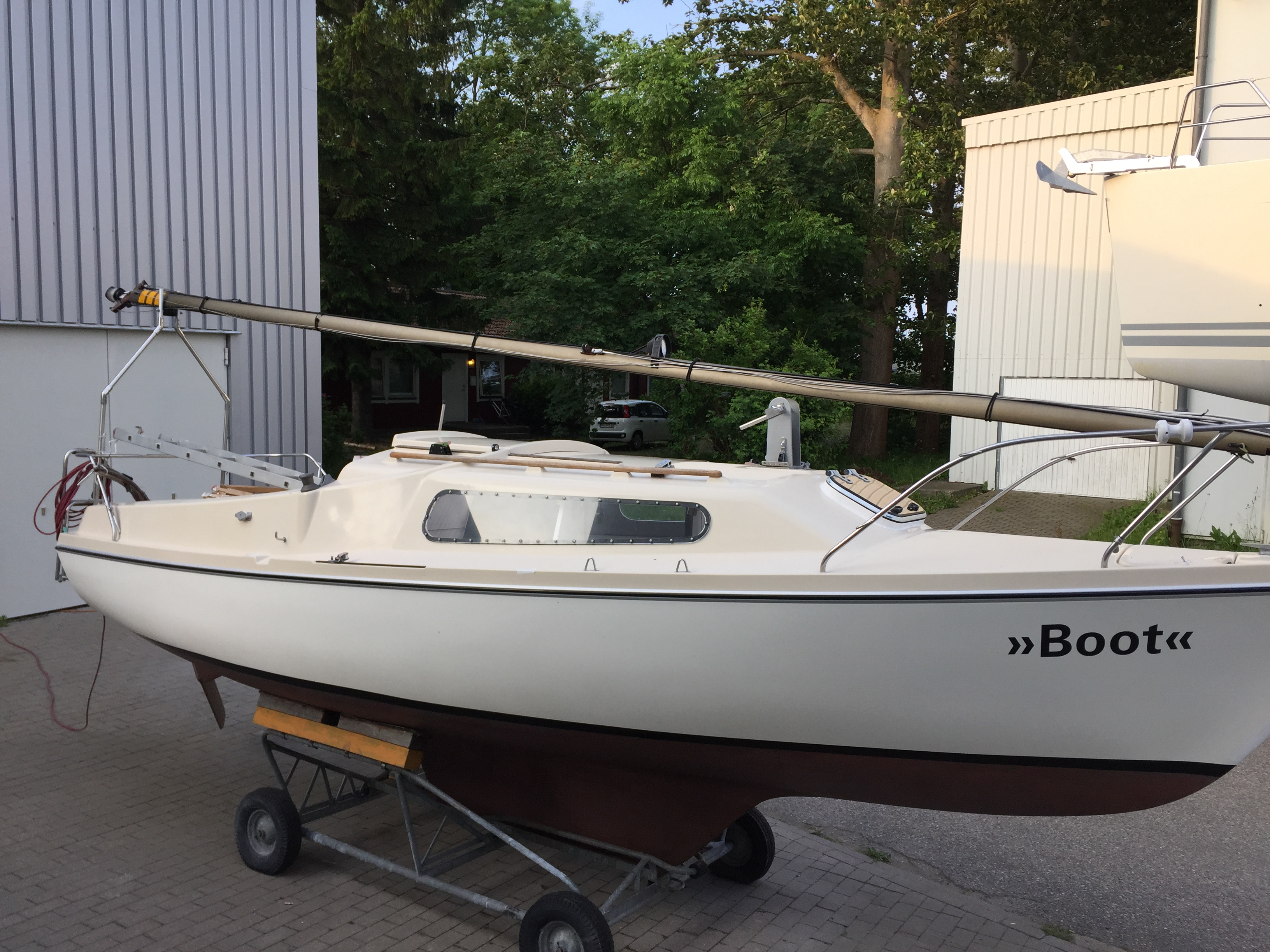
Varianta 65 mit abgebauter Reling auf dem originalen Slipwagen, Greifswald 2015